# منتخب تشيكوسلوفاكيا لكرة السلة للسيدات
منتخب تشيكوسلوفاكيا الوطني لكرة السلة للسيدات هو المنتخب الذي يمثل تشيكوسلوفاكيا في منافسات كرة السلة الدولية للنساء، والذي يقوم إتحاد تشيكوسلوفاكيا لكرة السلة بإدارة شؤونه، كان يعتبر من أقوى منتخبات أوروبا في كرة السلة حيث تمكن من الفوز بمركز الوصيف مرتين وفاز 4 مرات بالمركز الثالث في كأس العالم لكرة السلة للنساء، وفاز بمركز الوصيف 8 مرات وبمركز الثالث 8 مرات في بطولة أمم أوروبا لكرة السلة للنساء.

## وصلات خارجية
- أرشيف تشيكوسلوفاكيا في موقع فيبا